# Eugène Ritt
Pour les articles homonymes, voir Ritt.
Jean Eugène Ritt, né 23 mars 1817 dans l'ancien 6e arrondissement de Paris et mort le 11 mars 1898 rue Balzac à Paris 8e, est un acteur et directeur de théâtre français.

## Famille
Il épouse en premières noces, le 6 janvier 1844, Henriette Sarah Weller (1817-1876) et, en secondes noces, le 7 janvier 1878, Rose Rachel Veller (1836-1908). Après sa mort en 1898, sa veuve, Rose Veller, adopte leur jeune protégée, Charlotte Lesbros (1878-1965) qui hérite de la propriété d’Épinay-sous-Sénart, et épouse Jacques Froment-Meurice (1864-1947), neveu de Paul Meurice.